# Andreas Förster (Puppenspieler)
Andreas Förster (* 3. Januar 1964) ist ein deutscher Puppenspieler.
Er betreibt ein Puppentheater mit dem Namen „Blaues Haus“ in Köln und spielt außerdem für verschiedene Fernsehproduktionen. Seit 1989 ist er als freischaffender Puppenspieler tätig. In dieser Funktion arbeitet er auch für den WDR bei den Sendungen Käptn Blaubär und Blaubär und Blöd mit. Für das Studio Hamburg bzw. den NDR wirkt er regelmäßig bei der Sesamstraße mit.
In Löhne betreibt Andreas Förster zusammen mit einem Partner ein Puppentheater. Das denkmalgeschützte Gebäude steht auch für weitere Veranstaltungen wie Junggesellenabschiede, Kinderfeste und Hochzeiten zur Verfügung.